# Petr Jablonský
Petr Jablonský (* 15. října 1979 Praha) je český imitátor, bavič, moderátor a příležitostný herec. Věnuje se imitování českých celebrit a politiků.

## Život
Je synem textaře Milana Jablonského. Po ukončení základního vzdělání se přihlásil k přijímacím zkouškám na Pražskou konzervatoř, obor hudebně-dramatický, nicméně nebyl přijat - i z důvodu chybné výslovnosti sykavek. Po tomto neúspěchu začal studovat SOU obchodní obor prodavač.
V roce 1999 spolu s Václavem Faltusem uváděl jeden ze silvestrovských pořadů České televize.

## Kariéra
Jablonský účinkoval v několika filmech, televizních seriálech a účinkoval ve videoklipu Těžkého Pokondra. Jako host také vystoupil v řadě televizních show. O dlouhodobých potížích s depresemi mluvil v pořadu České televize 13. komnata (2015).

### Filmografie
- Kdo zaváhá, nejede! (TV seriál, 2001)
- Tak neváhej a toč! (2001)
- České hlasování (2002)
- Chyťte doktora (2007)
- 13. komnata Petra Jablonského (2007)
- Před půlnocí (2008)
- Experiment (TV seriál, 2009)
- Dobré ráno (2010)
- Kolo plné hvězd (2011)
- Co mě nezabije, to mě posílí (TV film, 2012)
- Barrandovský Silvestr (2013)
- V. I. P. Prostřeno (2013)
- Kouzelný silvestr (2013)
- Všechnopárty (2013)
- Show Jana Krause (2013)
- Barrandovský Silvestr (2014)
- Vánoční Kameňák (2015)
- Show Jana Krause (2015)
- Andílek na nervy (2015)
- Neuvěřitelný týden TV Barrandov (2015)
- Přijela pouť (TV seriál, 2018)
- Sejdeme se na Cibulce (2018)
- U muziky na silvestra (2018)
- Kameňák (TV seriál, 2019)
- Vtip za stovku! (2019)
- Kapitán Říp (2020)

## Osobnosti imitované Petrem Jablonským
| - Andrej Babiš - Vít Bárta - Ivan Bartoš - Jaroslav Bašta - Pavel Bém - Martin Bursík - Petra Buzková - Jiří Čunek - Jiří Dienstbier - Petr Fiala - Vojtěch Filip - Václav Fischer - Bohumil Fišer - Stanislav Gross - Václav Havel - Gustáv Husák - Radek John - Miroslav Kalousek - Václav Klaus - Václav Klaus ml. - Vladimír Mečiar - Tomio Okamura - Jiří Paroubek - Petr Pavel - Karel Schwarzenberg - Miroslav Sládek - Cyril Svoboda - Vladimír Špidla - Mirek Topolánek - Miloš Zeman | - Petr Čtvrtníček - František Filipovský - Felix Holzmann - Zdeněk Izer - Oldřich Kaiser - Jiří Krampol - Jiří Lábus - Pavel Liška - Petr Nárožný - Stanislav Neumann - Oldřich Nový - Jan Pivec - Bolek Polívka - Chantal Poullain - Jan Přeučil - Luděk Sobota - Zdeněk Srstka - Karel Šíp - Miloslav Šimek - Pavel Trávníček - Jaroslav Vojta - Pavel Zedníček | - František Ringo Čech - Pavel Dobeš - Karel Gott - Richard Müller - Jan Nedvěd - Karel Plíhal - Miroslav Žbirka | - Mr. Bean - Forrest Gump - Mirko Hýl - Docent Chocholoušek - Mrázek Ústředna - Primář Sova - Patrik Tlučhoř - Božena Tlučhořová - Růžena Tlučhořová - poručík Troník | - Hurvínek - Křemílek a Vochomůrka - Medvídci od Kolína - Rákosníček - Spejbl | - Otakar Černý - Jiří X. Doležal - Věra Chytilová - Jaromír Jágr - Viktor Kožený - Halina Pawlowská - Karol Polák - Ladislav Špaček - Zdeněk Troška - Josef Váňa |